# Ralph Garman

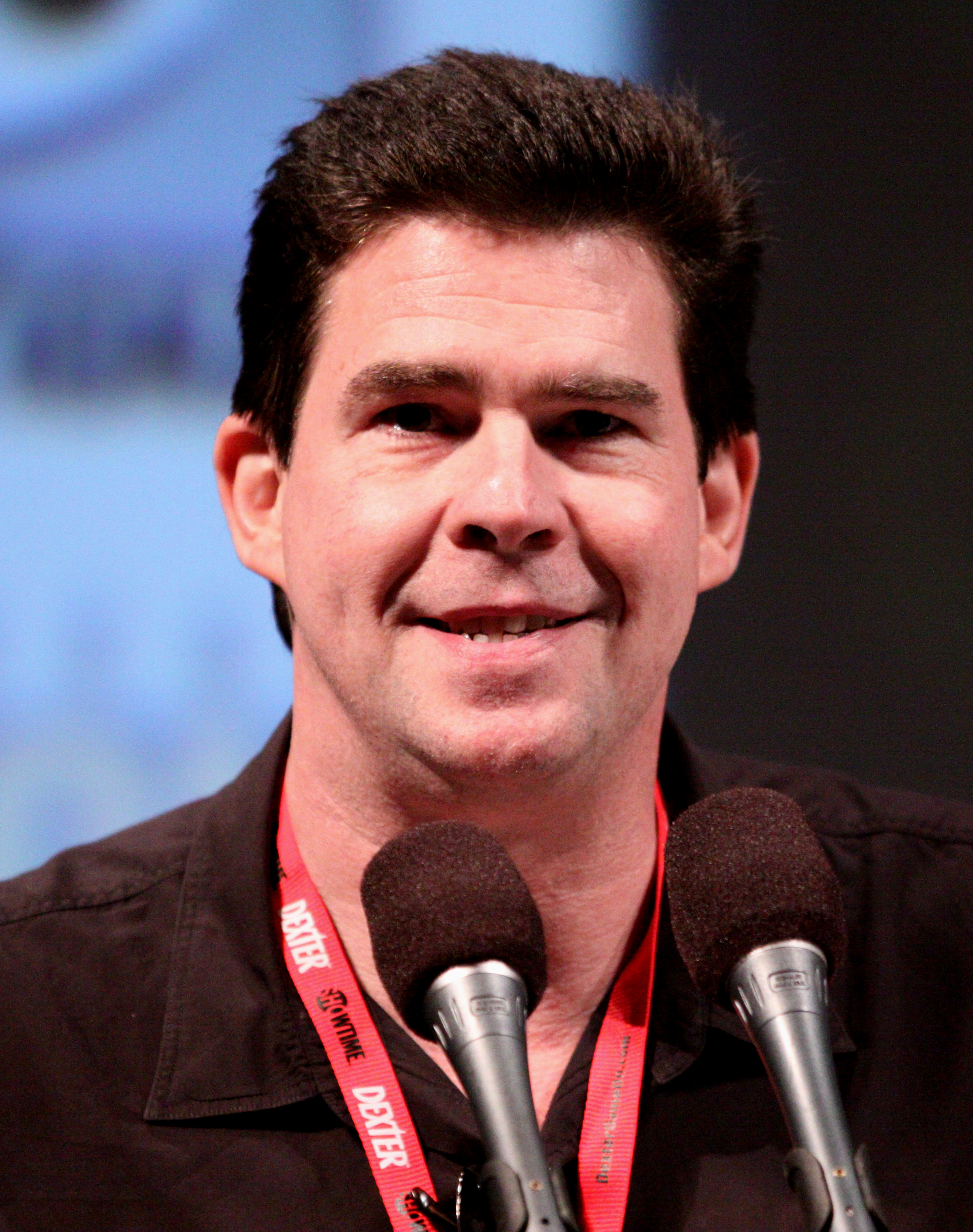
Ralph Garman auf der San Diego Comic-Con 2010

Ralph Garman (* 17. November 1964 in Philadelphia, Pennsylvania) ist ein US-amerikanischer Schauspieler.

## Leben
Ralph Garman spielte bereits in zahlreichen Fernsehserien wie zum Beispiel Doogie Howser, M.D., Charmed – Zauberhafte Hexen, New York Cops – NYPD Blue, Strong Medicine: Zwei Ärztinnen wie Feuer und Eis oder Dr. House. Im Thriller Das schnelle Geld (2005) sah man ihn neben Al Pacino, Matthew McConaughey, Rene Russo, Jeremy Piven und Jaime King in der Rolle des Reggie. Im Action-Thriller Eagle Eye – Außer Kontrolle (2008) übernahm er neben Shia LaBeouf, Michelle Monaghan und Rosario Dawson die Rolle eines Nachrichtensprechers. Im Action-Horror-Thriller Red State (2011) spielte er neben Michael Parks, John Goodman, Melissa Leo und Kevin Pollak die Rolle des Caleb.

## Filmografie (Auswahl)
- 1988: Footballstar um jeden Preis (What Price Victory)
- 1992: Doogie Howser, M.D. (Fernsehserie, Episode 4x08)
- 1997: Chimp Lips Theater (Sprechrolle)
- 1998: Gotcha (Sprechrolle)
- 2000: Charmed – Zauberhafte Hexen (Charmed, Fernsehserie, zwei Episoden)
- 2000: Digimon – Der Film (Digimon: The Movie, Sprechrolle)
- 2001–2005: New York Cops – NYPD Blue (NYPD Blue, Fernsehserie, neun Episoden)
- seit 2001: Family Guy (Fernsehserie, Sprechrolle)
- 2002: Strong Medicine: Zwei Ärztinnen wie Feuer und Eis (Strong Medicine, Fernsehserie, Episode 2x17)
- 2005: Das schnelle Geld (Two for the Money)
- 2006: The Other Mall (Fernsehfilm)
- 2006: Deceit (Fernsehfilm)
- 2008: Eagle Eye – Außer Kontrolle (Eagle Eye)
- 2009: This Monday
- 2010: Sharktopus (Fernsehfilm)
- 2011: Red State
- 2011: Dr. House (House, Fernsehserie, Episode 8x02)
- 2014: Tusk
- 2015: Lavalantula – Angriff der Feuerspinnen (Lavalantula)
- 2016: Yoga Hosers